# Zungeru
Koordinaten: 9° 48′ N, 6° 9′ O

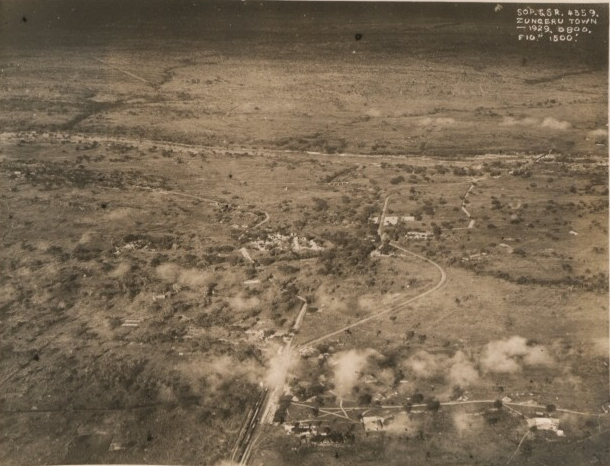
Zungeru, 1929; (The National Archives)

Zungeru ist eine Stadt in Nigeria. Sie liegt im Bundesstaat Niger am Fluss Kaduna und war von 1902 bis 1916 die Hauptstadt des britischen Protektorats von Nord-Nigeria. Das Niger State Polytechnic ist die wichtigste Bildungsstätte der Stadt.

## Geschichte
Die Kongoakte von 1885 bildete die Grundlage für die Aufteilung Afrikas in Kolonien. Frederick Lugard kam 1897 nach Nigeria, wo er von 1900 bis 1906 Hochkommissar des „Protektorats“ Nord-Nigeria war. Zungeru wurde zum Anziehungspunkt der britischen Colonial Offices. Ein Stahlsteg ursprünglich vom verstorbenen Lord Lugard bei Zungeru 1904 errichtet wurde im Jahr 1954 in den Kaduna Gardens wieder aufgebaut. Die Ruinen am Standort des Colonial Government House in Zungeru sind eine von 65 Kulturstätten, welche die Bundesbehörde National Commission for Museums and Monuments offiziell listet.

## Infrastruktur
- Halt an der Bahnstrecke Lagos–Akere–Zungeru–Kano (West line).[4] Der Bahnhof wurde 1909 von der britischen Kolonialmacht errichtet.[5]
- Die Hauptstraße von Zaria führt über Zungeru an die Nord-Süd-Verbindung Kontagora-Lagos.
- Fließendes Wasser und ein Elektrizitätsnetz gibt es seit 1905.[6]
- im Frühsommer 2023 wurde der etwa 17 km nordöstlich gelegene Zungeru-Stausee mit einer Leistung von 700 MW in Betrieb genommen.[7]

## Söhne und Töchter der Stadt

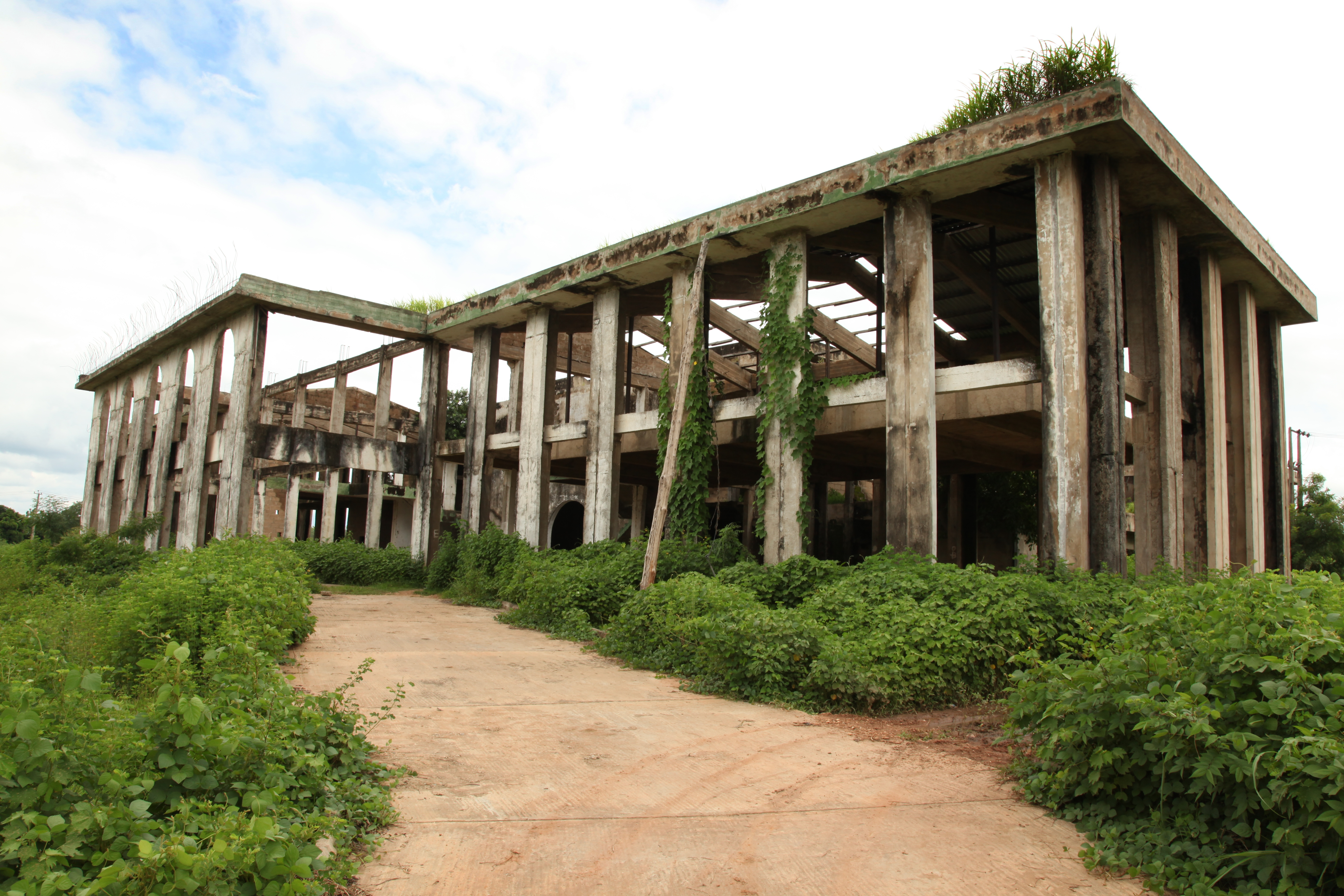
Ruine eines nie fertiggestellten Besucherzentrums an der Stelle von Nnamdi Azikiwes Geburtshaus in Zungeru

- Nnamdi Azikiwe (1904–1996), volkstümlich Zik, erster Staatspräsident Nigerias von 1963 bis 1966
- Chukwuemeka Odumegwu Ojukwu (1933–2011), nigerianischer Offizier im Biafra-Krieg und Politiker
- David Mark (* 1948), Präsident des Senats von 2007 bis 2015